# Artemisia Gentileschi
Artemisia Lomi Gentileschi (Roma, 8 luglio 1593 – Napoli, tra il 1654 e il 1656) è stata una pittrice italiana di scuola caravaggesca.

## Biografia

### Giovinezza

#### Premesse: il padre Orazio e Roma

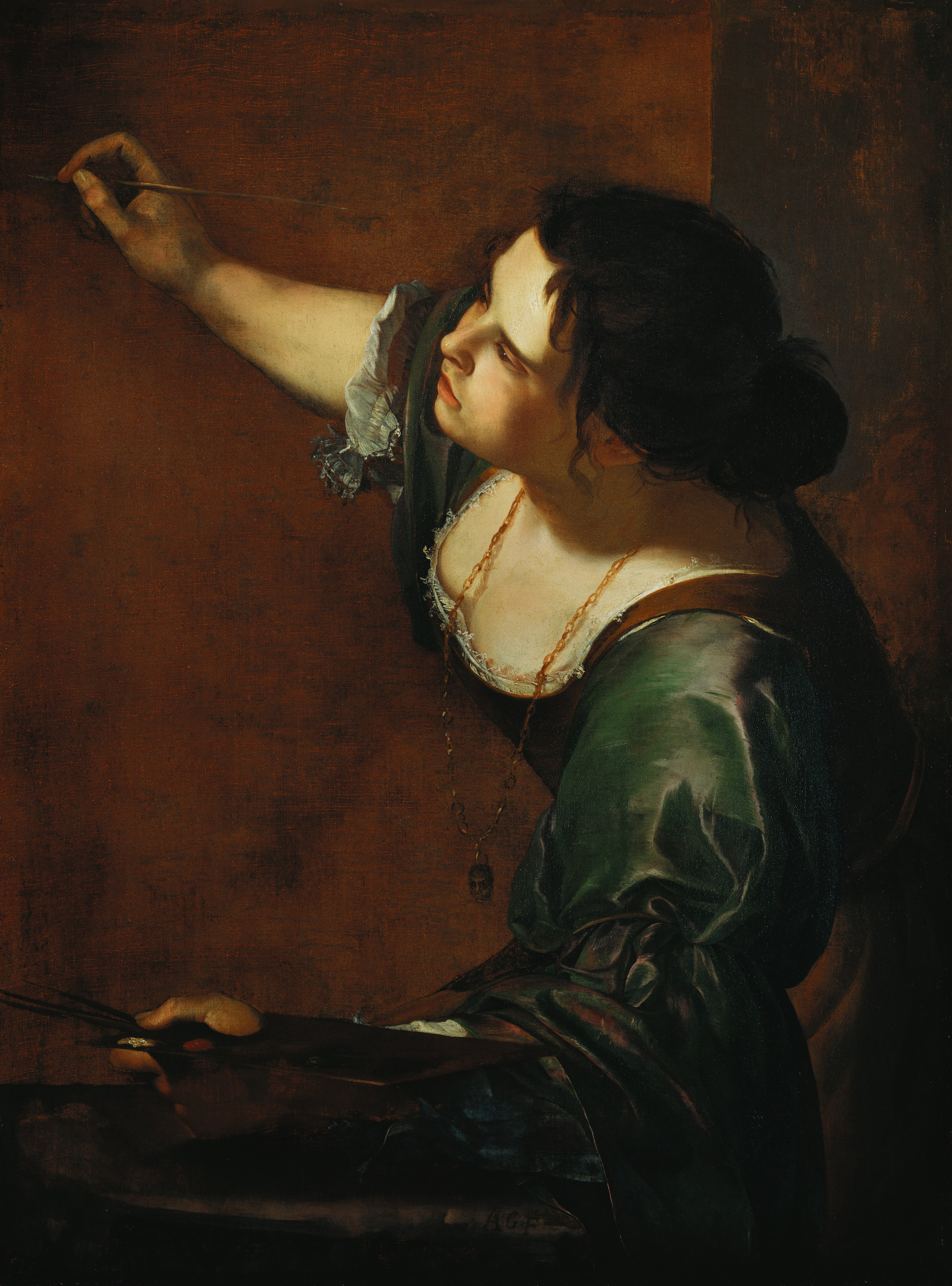
Artemisia Gentileschi, Autoritratto come allegoria della Pittura, (1638-1639), Royal Collection, Windsor.

Artemisia Lomi Gentileschi nacque a Roma l'8 luglio 1593 da Orazio e Prudenzia di Ottaviano Montoni, primogenita di sei fratelli. Orazio Lomi Gentileschi era un pittore, nativo di Pisa, dagli iniziali stilemi tardo-manieristi che, stando al critico Roberto Longhi, prima di trasferirsi a Roma «[…] non dipingeva, ma lavorava semplicemente di pratica, a fresco» (Longhi). Fu solo dopo l'approdo nell'Urbe che la sua pittura raggiunse il suo massimo valore espressivo, risentendo grandiosamente delle innovazioni del contemporaneo Caravaggio, dal quale derivò l'abitudine di adottare modelli reali, senza idealizzarli od edulcorarli e, anzi, trasfigurandoli in una potente quanto realistica drammaticità.
Roma era in quel momento un grande centro artistico e la sua atmosfera satura di cultura e di arte costituiva un ambiente unico in Europa. La Riforma Cattolica, in effetti, costituì per l'Urbe un'eccezionale spinta propulsiva e portò al restauro di numerose chiese - e, dunque, a un sostanziale incremento di committenze che coinvolse tutte le maestranze impegnate in quei cantieri - e a svariati interventi urbanistici, i quali sovrapposero all'antica e angusta città medievale una nuova maglia funzionale di strade scandite da immense piazze e delineate da sfarzose residenze gentilizie.
Roma era molto fervente anche dal punto di vista sociale: nonostante l'alta densità di mendicanti, prostitute e ladri, in città affluivano numerosissimi i pellegrini (con l'evidente intento di rafforzare la propria fede visitando i vari luoghi sacri) e di artisti, di cui molti fiorentini (durante il Cinquecento, infatti, ben due rampolli della famiglia dei Medici ascesero al soglio pontificio, sotto i nomi di Leone X e Clemente VII).

#### Fanciullezza
Battezzata dopo due giorni dalla sua nascita nella chiesa di San Lorenzo in Lucina, la piccola Artemisia divenne orfana di madre nel 1605. Fu probabilmente in questo periodo che si avvicinò alla pittura: stimolata dal talento del padre, la bambina spesso lo guardava affascinata mentre si cimentava con i pennelli, sino a maturare un'ammirazione incondizionata e un lodevole desiderio di emulazione. La formazione della Gentileschi avvenne, nell'ambito artistico romano, proprio sotto la guida del padre che fu perfettamente in grado di valorizzare al massimo il talento precoce della figlia.
Ripercorrendo l'iter didattico proprio degli aspiranti pittori del tardo Rinascimento, Orazio introdusse la figlia all'esercizio della pittura, innanzitutto insegnandole come preparare i materiali utilizzati per la realizzazione dei dipinti: la macinazione dei colori, l'estrazione e la purificazione degli oli, il confezionamento dei pennelli con setole e pelo animale, l'approntamento delle tele e la riduzione in polvere dei pigmenti furono tutte perizie che la piccola metabolizzò nei primi anni. Acquisita una certa dimestichezza con gli strumenti del mestiere, Artemisia perfezionò le proprie doti pittoriche soprattutto attraverso la copia delle xilografie e dei dipinti che il padre aveva sotto mano - non era raro, per gli atelier dell'epoca, possedere incisioni di personaggi come Marcantonio Raimondi e Albrecht Dürer - e, contestualmente, subentrò alla madre ormai defunta nelle varie responsabilità della conduzione familiare, dalla gestione della casa e del vitto alla custodia dei suoi tre fratelli minori. Frattanto, Artemisia recepì stimoli cruciali anche dalla vibrante scena artistica capitolina: importante fu la conoscenza della pittura di Caravaggio, artista che aveva stupito il pubblico realizzando gli scandalosi dipinti nella cappella Contarelli in San Luigi dei Francesi, inaugurata nel 1600, quando Artemisia non aveva che sette anni. Alcuni critici del passato hanno persino avanzato l'ipotesi di una frequentazione diretta tra lei e Caravaggio, che spesso si recava nello studio di Orazio per procurarsi le travi da sostegno per le proprie opere. Molti, tuttavia, ritengono quest'eventualità poco probabile alla luce delle pressanti restrizioni paterne, a causa delle quali Artemisia imparò la pittura confinata entro le mura domestiche, non potendo fruire degli stessi percorsi di apprendimento intrapresi dai colleghi maschi: la pittura, all'epoca, era infatti considerata una pratica quasi esclusivamente maschile. Ciò malgrado, la Gentileschi subì ugualmente il fascino della pittura caravaggesca, anche se filtrato attraverso le pitture del padre.

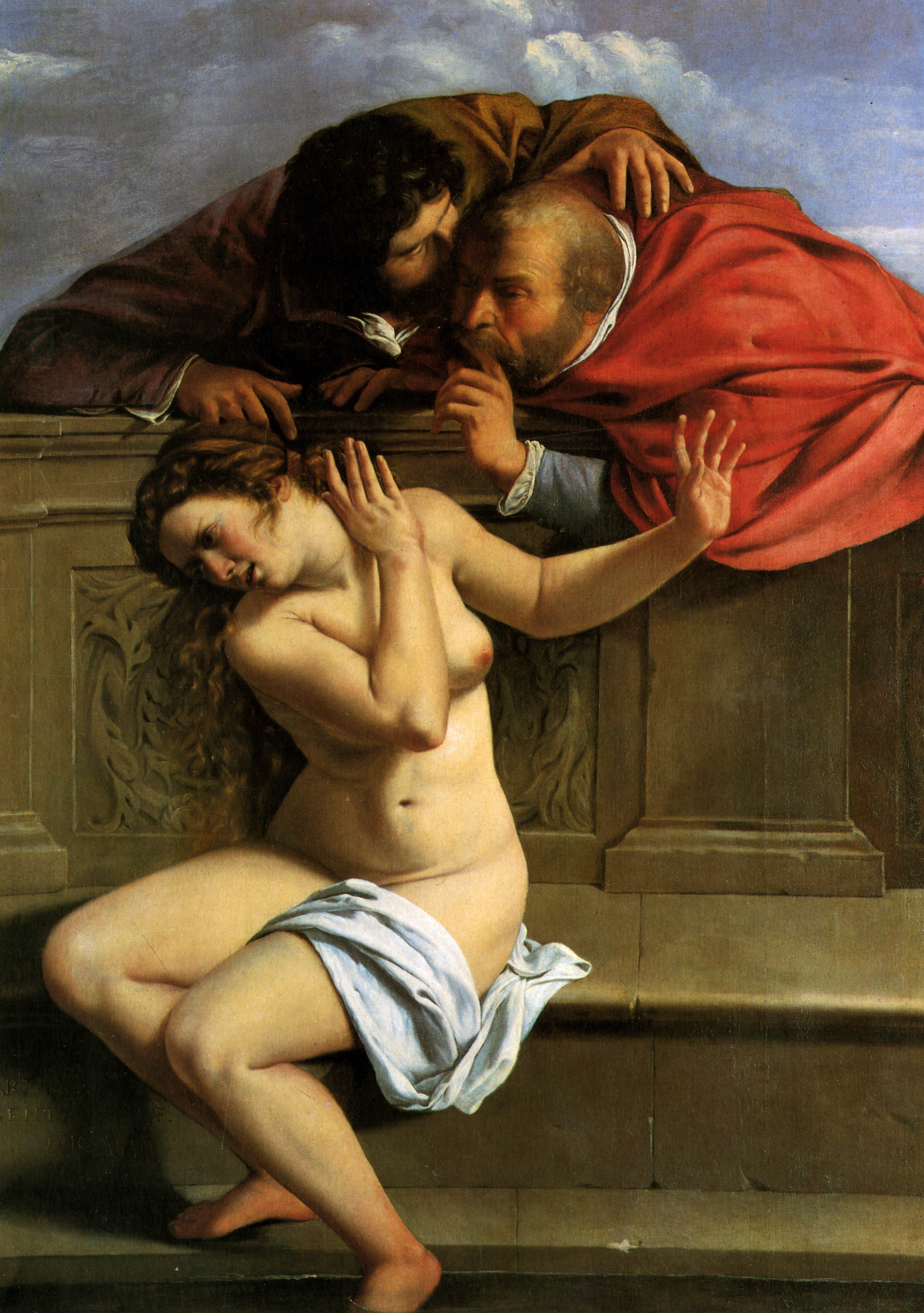
Artemisia Gentileschi, Susanna e i vecchioni, 1610 circa, castello di Weißenstein.

Nel 1608-1609 il rapporto tra Artemisia e il padre si trasformò da un discepolato a una fattiva collaborazione: Artemisia Gentileschi, infatti, iniziò a intervenire su alcune tele paterne, per poi produrre piccole opere d'arte autonomamente (anche se di attribuzione dubbia), dove mostrò di aver assimilato e interiorizzato gli insegnamenti del maestro. Fu nel 1610 che produsse quella che secondo alcuni critici è la tela che suggella ufficialmente l'ingresso della Gentileschi nel mondo dell'arte: si tratta di Susanna e i vecchioni. Nonostante i diversi dibattiti critici - molti, infatti, sospettano a ragione aiuti da parte del padre, determinato a far conoscere le precoci doti artistiche della figlia-allieva - l'opera si può ben considerare il primo cimento artistico di rilievo della giovane Artemisia. La tela lascia inoltre intravedere come, sotto la guida paterna, Artemisia, oltre ad assimilare il realismo del Caravaggio, non sia stata indifferente al linguaggio della scuola bolognese, che aveva preso le mosse da Annibale Carracci.
Anche se la scarsa documentazione pervenuta non offre informazioni particolarmente dettagliate sulla formazione pittorica di Artemisia, possiamo ben ipotizzare che abbia avuto inizio nel 1605 o nel 1606 e che sia culminata intorno al 1609. Questa datazione viene avallata da diverse fonti: innanzitutto, una celebre missiva che Orazio inviò alla granduchessa di Toscana il 3 luglio 1612, nella quale egli affermava con vanto che la figlia in soli tre anni di apprendistato aveva raggiunto una competenza equiparabile a quella di artisti maturi:
Da questa lettera, dunque, si può facilmente dedurre che Artemisia sia divenuta artisticamente matura tre anni prima del 1612: nel 1609, per l'appunto. A favore di questa tesi interviene un'altra fonte, ovvero la vasta documentazione che registra le varie committenze rivolte a Orazio Gentileschi successive al 1607: ciò lascia supporre proprio che la figlia abbia iniziato a collaborare con lui a partire da questa data circa. Certo è che la Gentileschi nel 1612 era ormai diventata un'esperta pittrice, a tal punto che destò persino l'ammirazione di Giovanni Baglione, uno dei suoi biografi più noti, il quale scrisse che:
(Giovanni Baglione)

### L'abuso

#### Artemisia viene violentata

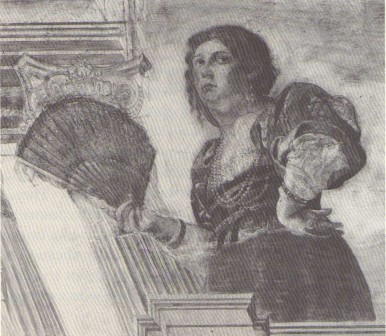
Dettaglio della volta affrescata da Orazio Gentileschi e Agostino Tassi nel Casino delle Muse.

Abbiamo avuto modo di vedere come Artemisia Gentileschi sia stata avviata assai precocemente all'attività pittorica. Questo suo innato talento per le belle arti fu motivo d'orgoglio e di vanto per il padre Orazio, che nel 1611 decise di allocarla sotto la guida di Agostino Tassi, un virtuoso della prospettiva in trompe-l'œil con cui collaborava alla realizzazione della loggetta della sala del Casino delle Muse, a palazzo Rospigliosi. Agostino, detto «lo smargiasso» o «l'avventuriero», era sì un pittore talentuoso ma, oltre a essere coinvolto in diverse vicende giudiziarie, era uno scialacquatore e fu anche mandante di diversi omicidi. Ciononostante, Orazio Gentileschi aveva grande stima di Agostino, che frequentava assiduamente la sua dimora e fu lieto quando accettò di iniziare Artemisia alla prospettiva.
Tuttavia, Tassi, dopo diversi approcci, tutti rifiutati, approfittando dell'assenza di Orazio, violentò Artemisia nel 1611. Questo evento influenzò la vita e l'iter artistico della Gentileschi. Lo stupro si consumò nell'abitazione dei Gentileschi in via della Croce, con la compiacenza di Cosimo Quorli, furiere della camera apostolica, e di una certa Tuzia, donna a servizio dai Gentileschi. Artemisia descrisse l'avvenimento con queste parole:
(Artemisia Gentileschi)

#### Il processo
Dopo aver violentato la ragazza, Tassi la blandì con la promessa di sposarla, così da rimediare al disonore arrecato. Bisogna ricordare che all'epoca vi era la possibilità di estinguere il reato di violenza carnale qualora fosse stato seguito dal cosiddetto «matrimonio riparatore», contratto tra l'accusato e la persona offesa. D'altronde, all'epoca, si pensava che la violenza sessuale ledesse una generica moralità, senza offendere principalmente la persona, nonostante questa venisse coartata nella sua libertà di decidere della propria vita sessuale.
Artemisia cedette dunque alle lusinghe del Tassi e si comportò more uxorio, continuando a intrattenere rapporti intimi con lui, sperando in un matrimonio che mai arrivò. Orazio, dal canto suo, tacque sulla vicenda, nonostante Artemisia l'avesse informato sin da subito. Fu solo nel marzo del 1612, quando lei scoprì che Tassi era già coniugato, e quindi impossibilitato al matrimonio, che Gentileschi padre s'indignò e, nonostante i vincoli professionali che lo legavano al Tassi, indirizzò una querela a papa Paolo V, accusando il collega di aver deflorato la figlia contro la volontà di lei. La petizione recitava così:

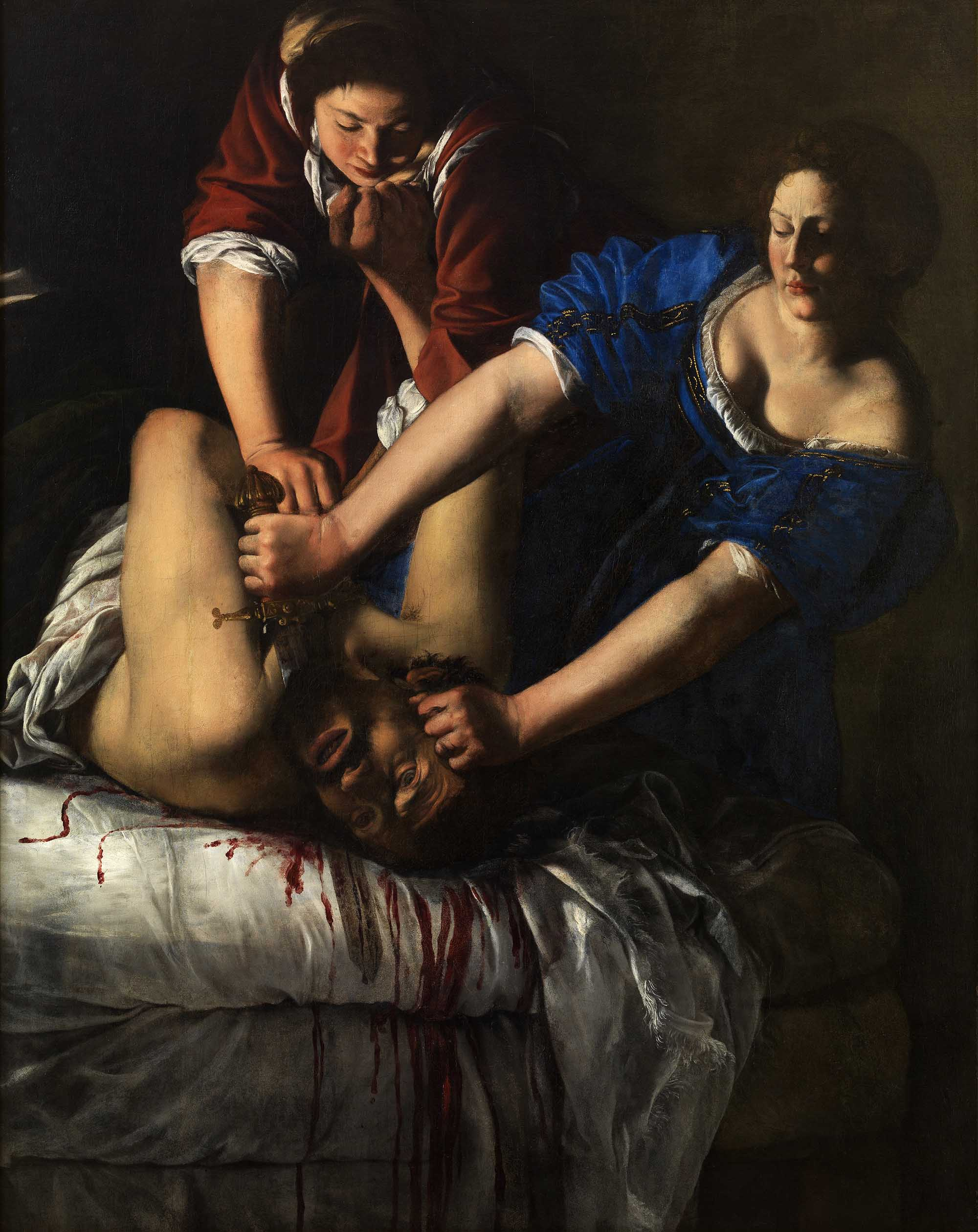
Artemisia Gentileschi, Giuditta che decapita Oloferne, 1612-1613, Museo Nazionale di Capodimonte, Napoli.

Fu così che ebbe inizio la vicenda processuale. La Gentileschi era ancora traumatizzata dall'abuso sessuale, che non solo la limitava sotto il profilo professionale, ma la mortificava come persona e oltraggiava il buon nome della famiglia. Ella, tuttavia, affrontò il processo con una notevole dose di coraggio e forza di spirito: ciò non fu cosa da poco, considerando che l'iter probatorio fu tortuoso, complicato e particolarmente aggressivo. Il corretto funzionamento dell'attività giudiziaria, infatti, fu costantemente compromesso dall'impiego di falsi testimoni che, incuranti dell'eventualità di un'accusa per calunnia, arrivarono a mentire sulle circostanze conosciute pur di danneggiare la reputazione della famiglia Gentileschi.
Artemisia, secondo la prassi, fu inoltre obbligata a numerose visite ginecologiche lunghe e umilianti, durante le quali il suo fisico fu esposto alla morbosa curiosità della plebe di Roma e agli occhi di un notaio incaricato di redigerne il verbale; le sedute, in ogni caso, accertarono un'effettiva lacerazione dell'imene avvenuta quasi un anno addietro. Per verificare la veridicità delle dichiarazioni rese, le autorità giudiziarie disposero persino che Gentileschi venisse sottoposta ad un interrogatorio sotto tortura, così da sveltire - secondo la mentalità giurisdizionale imperante all'epoca - l'accertamento della verità. Il supplizio prescelto per l'occasione era il cosiddetto «tormento dei sibilli» e consisteva nel legare i pollici con delle cordicelle che, con l'azione di un randello, si stringevano sempre di più sino a stritolare le falangi. Con questa tortura Artemisia avrebbe rischiato di perdere le dita per sempre, danno incalcolabile per una pittrice della sua levatura. Tuttavia, lei voleva vedere riconosciuti i propri diritti e, nonostante i dolori che fu costretta a patire, non ritrattò la sua deposizione. Queste furono le parole che rivolse ad Agostino Tassi quando le guardie le stavano avvolgendo le dita con le cordicelle: «Questo è l'anello che mi dai, e queste sono le promesse!».
Fu così che il 27 novembre 1612 le autorità giudiziarie condannarono Agostino Tassi per «sverginamento» e, oltre a infliggergli una sanzione pecuniaria, lo condannarono a cinque anni di reclusione o, in alternativa, all'esilio perpetuo da Roma, a sua completa discrezione. Tassi optò per l'allontanamento, anche se non scontò mai la pena: non si spostò mai da Roma, siccome i suoi potenti committenti esigevano la sua presenza fisica in città. Ne conseguì che la Gentileschi vinse il processo solo de iure e, anzi, la sua onorabilità a Roma era completamente minata: erano molti i romani a credere ai testimoni prezzolati del Tassi e a ritenere la Gentileschi una «zoccola bugiarda che va a letto con tutti». Impressionante fu anche la quantità di sonetti licenziosi che vide la pittrice protagonista.

### A Firenze
Il 29 novembre 1612, giusto il giorno successivo allo sconfortante epilogo del processo, Artemisia Gentileschi convolò a nozze con Pierantonio Stiattesi, un pittore di modesta levatura che «[…] ha la fama d’uno che vive d’espedienti più che del suo lavoro d’artista»; le nozze, celebrate nella chiesa di Santo Spirito in Sassia, furono completamente predisposte da Orazio, il quale volle organizzare un matrimonio riparatore, in pieno ossequio con la morale dell'epoca, in modo da restituire ad Artemisia, violentata, ingannata e denigrata dal Tassi, uno status di sufficiente onorabilità. Dopo aver firmato il 10 dicembre dello stesso anno una procura al fratello notaio Giambattista, cui delegò la gestione dei propri affari economici romani, Artemisia seguì lo sposo a Firenze, così da lasciarsi definitivamente alle spalle un padre troppo opprimente e un passato da dimenticare.

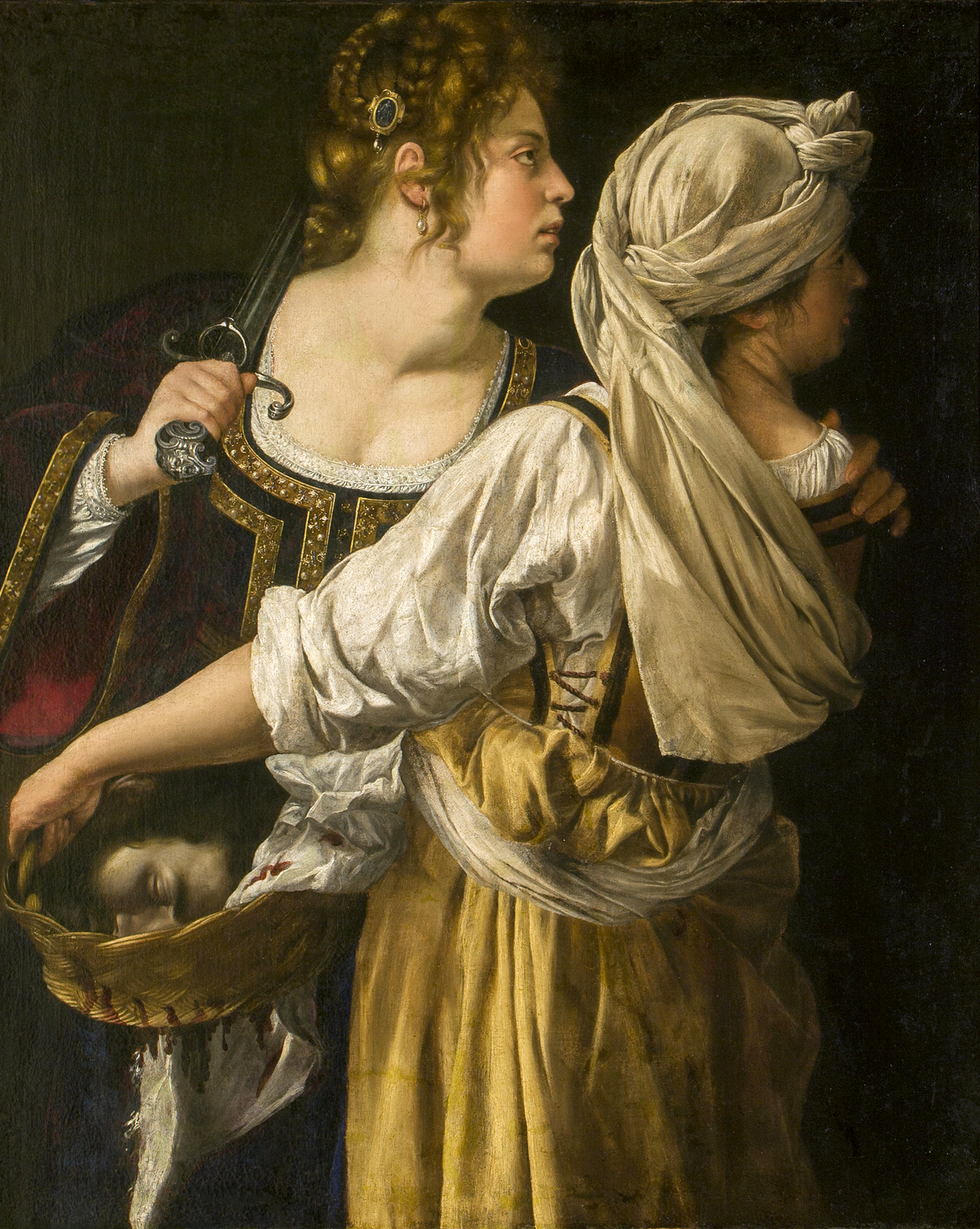
Artemisia Gentileschi, Giuditta con la sua ancella, 1618-1619, Palazzo Pitti, Firenze.

Lasciare Roma fu una scelta inizialmente angosciante, ma immensamente liberatoria per la Gentileschi, che nella città medicea conobbe un lusinghiero successo. Firenze in quel periodo stava attraversando un periodo di vivace fermento artistico, soprattutto grazie alla politica illuminata di Cosimo II, abile governante che si interessava con grande sensibilità anche di musica, poesia, scienza e pittura, rivelando un gusto contagioso in particolare per il naturalismo caravaggesco. La Gentileschi venne introdotta nella corte di Cosimo II dallo zio Aurelio Lomi, fratello di Orazio e, una volta approdata nell'ambiente mediceo, impegnò le sue migliori energie per raccogliere attorno a sé gli ingegni culturalmente più vivi, le intelligenze più aperte, intessendo una fitta rete di relazioni e di scambi. Fra i suoi amici fiorentini vi erano le più eminenti personalità del tempo, fra cui Galileo Galilei, con il quale intraprese una fitta corrispondenza epistolare, e Michelangelo Buonarroti il giovane, nipote del celebre artista. Proprio quest'ultimo fu una figura di primaria importanza per la maturazione pittorica di Artemisia: gentiluomo di corte profondamente immerso nelle vicende artistiche del suo tempo, il Buonarroti introdusse la Gentileschi nella crème del bel mondo fiorentino, le procurò numerosissime commissioni e la mise in contatto con altri potenziali clienti. Di questo fecondo sodalizio artistico e umano - basti pensare che Artemisia definiva Michelangelo «compare» e se ne riteneva una legittima «figliola» - ci rimane la luminosa Allegoria dell'Inclinazione, opera commissionata dal Buonarroti alla giovane pittrice, cui destinò la bella cifra di trentaquattro fiorini. Il trionfale riconoscimento dei meriti pittorici della Gentileschi culminò il 19 luglio 1616, quando venne ammessa alla prestigiosa Accademia delle arti del disegno di Firenze, istituzione presso la quale sarebbe rimasta iscritta fino al 1620: fu la prima donna a godere di tale privilegio. Artemisia risulta iscritta all'Accademia fiorentina con un nome che appare esplicativo di quella che ai tempi era ritenuta come un'eccezione: Gentileschi Artemisia donna di Pierantonio Stiattesi e figliola d'Orazio Lomi. Nel romanzo di Alexandra Lapierre Artemisia in effetti è individuato il ruolo fondante della prestigiosa istituzione: «Una società che deteneva il potere di proteggere i membri dalle pretese degli estranei e dalle proprie debolezze». Notevole era anche il legame della pittrice con l'attività mecenatistica di Cosimo II de' Medici, il quale, in una missiva del marzo 1615 indirizzata al Segretario di Stato Andrea Cioli, riconobbe apertamente che si trattava di «un'artista ormai molto conosciuta a Firenze».
Il soggiorno in Toscana, insomma, fu molto fecondo e prolifico per la Gentileschi, che in questo modo ebbe finalmente modo di affermare per la prima volta la sua personalità pittorica: basti pensare che il cognome adottato durante gli anni fiorentini fu «Lomi», in riferimento a una chiara volontà di emanciparsi dalla figura del padre-padrone. Lo stesso non si può dire per la sua vita privata, che al contrario fu molto avara di soddisfazioni. Lo Stiattesi, infatti, era molto algido dal punto di vista affettivo, e apparve presto lampante come il loro matrimonio fosse regolato da rapporti di pura convenienza piuttosto che dall'amore. Egli, d'altronde, si rivelò un fallimentare gestore del patrimonio finanziario familiare e arrivò ad accumulare ingenti debiti. Artemisia, nel tentativo di ripristinare una situazione economica decorosa, si ritrovò costretta persino ad appellare la benevolenza di Cosimo II de' Medici per ripianare una sanzione di mancato pagamento. Il matrimonio con lo Stiattesi, in ogni caso, fu coronato dalla nascita del primogenito Giovanni Battista, seguito da Cristofano (8 novembre 1615) e dalle figlie Prudenzia (spesso nominata come Palmira, nata il 1º agosto 1617) e Lisabella (13 ottobre 1618-9 giugno 1619).

### Di nuovo a Roma e poi a Venezia
Ben presto, tuttavia, la Gentileschi maturò il proposito di lasciare la Toscana e raggiungere nuovamente la natia Roma. Questo desiderio di fuga non fu dettato solo dal progressivo deterioramento dei rapporti con Cosimo II, ma anche dalle quattro gravidanze e dall'impressionante situazione debitoria derivata dallo stile di vita lussuoso del marito, che aveva contratto passività finanziarie con carpentieri, bottegai, farmacisti. A coronare degnamente questa serie di avvenimenti vi fu lo scandalo che scoppiò quando si seppe che Artemisia aveva intrecciato una relazione clandestina con Francesco Maria Maringhi.

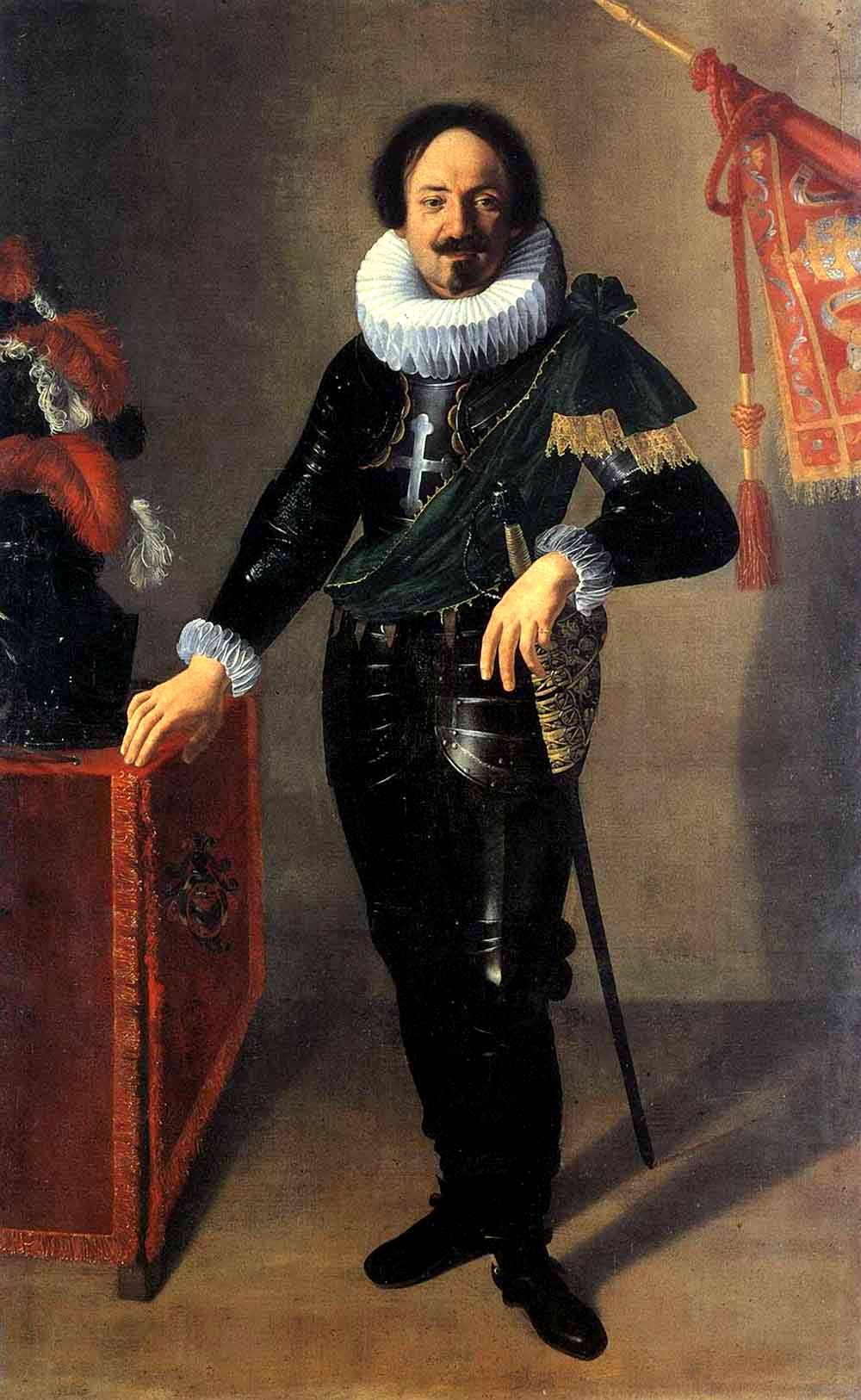
Artemisia Gentileschi, Ritratto di gonfaloniere, 1622), Palazzo d'Accursio, Bologna.

Furono tutti questi sintomi di un disagio, che Artemisia percepiva come risolvibile solo mediante il rimpatrio a Roma; sarebbe comunque rimasta intimamente legata alla città toscana, come emerge dalle varie missive inviate ad Andrea Cioli, cui chiese invano di ottenere un invito a Firenze sotto la protezione dei Medici. Ciò, tuttavia, non bastò a dissuaderla dal ritornare stabilmente a Roma. Dopo aver chiesto nel 1620 l'autorizzazione del granduca per recarsi nell'Urbe, così da rimettersi da «molte mie indisposizioni passate alle quali sono giunti anche non pochi travagli dalla mia casa e famiglia», l'artista ritornò nella Città Eterna nello stesso anno.
Nel 1621 seguì il padre Orazio a Genova (si conservano committenze private di Artemisia nella collezione Cattaneo Adorno). A Genova conobbe van Dyck e Rubens.
Nel 1622 si insediò in un comodo appartamento a via del Corso con la figlia Palmira, il marito e alcune domestiche: l'avvenuto rimpatrio ci è confermato da una tela del 1622 denominata Ritratto di gonfaloniere, dipinto noto tra l'altro per essere una delle sue poche opere datate. Ormai la Gentileschi non era più considerata una giovane pittrice inesperta e impaurita, così come era apparsa agli occhi dei romani dopo la ratifica del processo contro il Tassi: anzi, al suo ritorno nella Città Eterna molti protettori, appassionati d'arte e pittori, sia italiani sia stranieri, ammiravano con sincero entusiasmo il suo talento artistico. Non più condizionata dall'opprimente figura del padre, inoltre, Artemisia in questi anni poté finalmente frequentare assiduamente l'élite artistica dell'epoca, nel segno di un'interazione più libera con il pubblico e i colleghi, ed ebbe agio anche di scoprire per la prima volta l'immenso patrimonio artistico romano, sia quello classico e protocristiano sia quello dell'arte a lei contemporanea (ricordiamo che Orazio la recludeva in casa per via del suo essere donna). A Roma, infatti, la Gentileschi ebbe modo di stringere relazioni amicali con eminenti personalità dell'arte e sfruttò al massimo le possibilità offerte dal milieu pittorico romano per ampliare i propri orizzonti figurativi: ebbe intensi contatti soprattutto con Simon Vouet e, probabilmente, anche con Massimo Stanzione, Jusepe de Ribera, Bartolomeo Manfredi, Spadarino, Antiveduto Grammatica, Bartolomeo Cavarozzi e Nicolas Tournier. Siamo ben lungi, tuttavia, dal poter ricostruire agevolmente i vari sodalizi artistici intrecciati durante questo secondo soggiorno romano dalla Gentileschi:
I fecondi esiti di questo soggiorno romano sono cristallizzati nella Giuditta con la sua ancella, tela oggi custodita a Detroit e omonima di un'altra sua opera del precedente periodo fiorentino. Nonostante la solida reputazione artistica raggiunta, la forte personalità e la rete di buone relazioni, il soggiorno di Artemisia a Roma non fu tuttavia così ricco di commesse come avrebbe desiderato. L'apprezzamento della sua pittura era forse circoscritto alla sua capacità di ritrattista e alla sua abilità di mettere in scena le eroine bibliche: erano a lei precluse le ricche commesse dei cicli affrescati e delle grandi pale di altare. Altrettanto difficile, per l'assenza di fonti documentali, è seguire tutti gli spostamenti di Artemisia in questo periodo. È certo che tra il 1627 e il 1630 si stabilì, forse alla ricerca di migliori commesse, a Venezia: lo documentano gli omaggi che ricevette da letterati della città lagunare che ne celebrarono entusiasticamente le qualità di pittrice.
Vale la pena, infine, fare qualche cenno in merito al presunto viaggio a Genova che la Gentileschi avrebbe condotto in questo periodo al seguito del padre Orazio. Si è ipotizzato, su basi congetturali, che Artemisia abbia seguito il padre nella capitale ligure (anche per spiegare il perdurare di una affinità di stile che, ancor oggi, rende problematica l'attribuzione di taluni quadri all'uno o all'altra); non vi sono mai state, tuttavia, sufficienti prove al riguardo e, nonostante vari critici in passato siano stati affascinati dall'ipotesi di un viaggio di Artemisia nella Superba, oggi quest'eventualità è definitivamente sfumata, anche alla luce di diversi ritrovamenti documentari e pittorici. Genova, d'altronde, non viene menzionata neanche quando la Gentileschi, rivolgendosi a don Antonio Ruffo in una lettera datata 30 gennaio 1639, enumera le varie città nelle quali ha soggiornato durante la sua vita: «Qualunque parte io sono stata mi è stato pagato cento scudi l'una la figura tanto a Fiorenza, quanto a Venetia e quanto a Roma e a Napoli».

### Napoli e la parentesi inglese
Nell'estate del 1630 Artemisia si recò a Napoli, valutando che vi potessero essere - in quella città così vivace ma anche già allora così contraddittoria e piena di insanabili e profonde disuguaglianze - nuove possibilità di lavoro. Oltre a essere la capitale dell'omonimo viceregno spagnolo, era la terza città europea per popolazione. Un dato che non va associato per forza di cose alla prosperità economica e sociale. Seppur si trattasse di un importante polo mercantile tra l'Europa continentale e l'Africa mediterranea e godesse di una forte centralità marittima, gran parte della popolazione partenopea era, infatti, costituita da un ceto popolare basso, molto rozzo e particolarmente numeroso, circostanza quest'ultima accentuata dalla densità di popolazione già allora tra le più elevate in Europa, se non al mondo. Condizioni urbanistiche che contribuivano a creare ambienti malsani, decadenti e degradanti. 
Poco più tardi il trasferimento nella metropoli partenopea fu definitivo e lì l'artista sarebbe rimasta - salvo la parentesi inglese e trasferimenti temporanei - per il resto della sua vita. A Napoli (seppur con costanti e sofferenti rimpianti per Roma) Artemisia trovò una seconda casa dove curò la propria famiglia (a Napoli maritò infatti, con appropriata dote, le sue due figlie), ricevette attestati di stima, fu in buoni rapporti con il vicere Duca d'Alcalà, ebbe rapporti di scambio alla pari con i maggiori artisti che vi erano presenti (a cominciare da Massimo Stanzione, per il quale si deve parlare di un'intensa collaborazione artistica, fondata su una viva amicizia e su evidenti consonanze stilistiche). A Napoli, per la prima volta, Artemisia si trovò a dipingere tre tele per una chiesa, la cattedrale di Pozzuoli al Rione Terra: San Gennaro nell'anfiteatro di Pozzuoli, l'Adorazione dei Magi e i Santi Procolo e Nicea. Sono del primo periodo napoletano anche opere quali la Nascita di San Giovanni Battista al Prado e Corisca e il satiro in collezione privata, appartenenti a un ciclo di tele monumentali di soggetto mitologico e religioso destinato al Palazzo del Buon Ritiro di Madrid, alla cui realizzazione presero parte anche Paolo Finoglio e lo Stanzione. In queste opere Artemisia dimostra, ancora una volta, di sapersi aggiornare sui gusti artistici del tempo e di sapersi cimentare con altri soggetti rispetto alle varie Giuditte, Susanne, Betsabee, Maddalene penitenti.

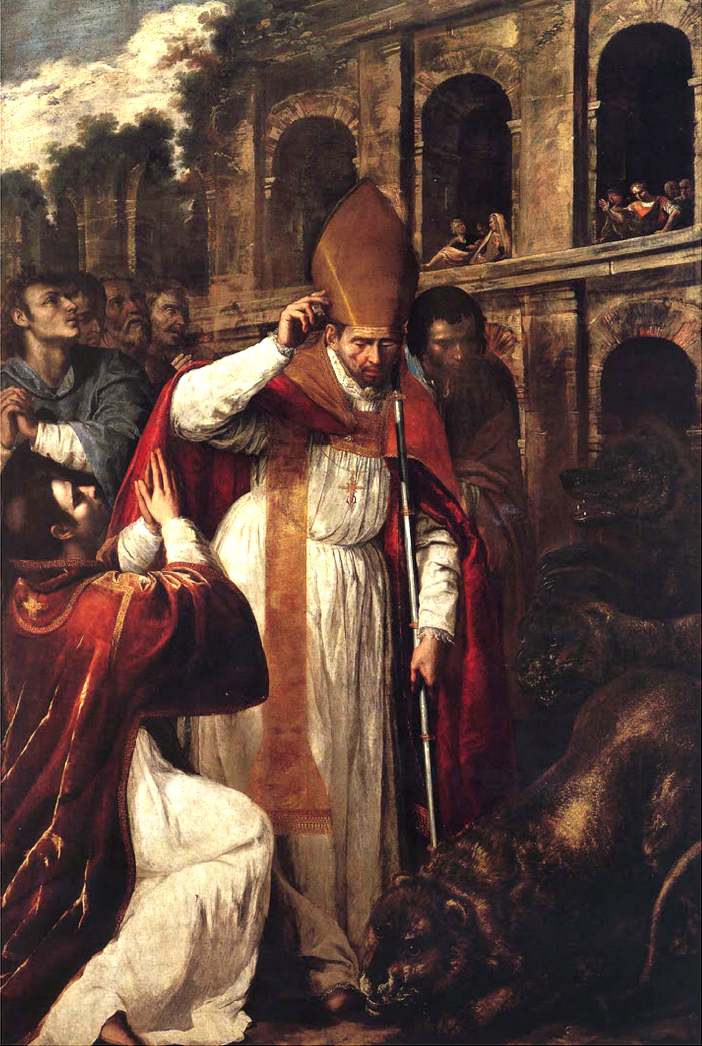
Artemisia Gentileschi, San Gennaro nell'anfiteatro di Pozzuoli, tra il 1636 e il 1637 circa, cattedrale di Pozzuoli.

Nel 1638 Artemisia si recò a Londra, presso la corte di Carlo I. Quello inglese fu un soggiorno che fece interrogare a lungo i critici, perplessi dalla fugacità del viaggio, peraltro scarsamente documentato. Artemisia, infatti, era ormai saldamente installata nel tessuto sociale e artistico di Napoli, dove spesso riceveva committenze prestigiose da mecenati illustri, come Filippo IV di Spagna. La necessità di preparare la dote per la figlia Prudenzia, prossima a maritarsi nell'inverno del 1637, la spinse probabilmente a cercare un modo per accrescere il proprio gettito finanziario. Fu per questo motivo che, dopo aver sondato invano la possibilità di installarsi presso varie corti italiane, decise di recarsi a Londra, senza tuttavia troppo entusiasmo: la prospettiva di un soggiorno inglese, evidentemente, non le appariva per nulla attraente.
A Londra la pittrice raggiunse il padre Orazio, che nel frattempo era diventato pittore di corte e aveva ricevuto l'incarico della decorazione di un soffitto (allegoria del Trionfo della Pace e delle Arti) nella Casa delle Delizie della regina Enrichetta Maria, a Greenwich. Dopo tanto tempo padre e figlia si ritrovarono legati da un rapporto di collaborazione artistica, ma nulla lascia pensare che il motivo del viaggio londinese fosse solo quello di venire in soccorso all'anziano genitore. Certo è che Carlo I la reclamava alla sua corte e un rifiuto non era possibile. Carlo I era un collezionista fanatico, disposto a compromettere le finanze pubbliche pur di soddisfare i suoi desideri artistici. La fama di Artemisia doveva averlo incuriosito e non è un caso che nella sua collezione fosse presente una tela di Artemisia di grande suggestione, l'Autoritratto come allegoria della Pittura. Artemisia ebbe dunque a Londra una sua attività autonoma, che continuò per un po' di tempo anche dopo la morte del padre nel 1639, anche se non sono note opere attribuibili con certezza a questo periodo.

### Gli ultimi anni
Sappiamo che nel 1642, alle prime avvisaglie della guerra civile, Artemisia aveva già lasciato l'Inghilterra, dove d'altronde non aveva più senso restare una volta morto il padre. Poco o nulla si sa degli spostamenti successivi. È un fatto che nel 1649 fosse nuovamente a Napoli, in corrispondenza con il collezionista don Antonio Ruffo di Sicilia, che fu suo mentore e buon committente in questo secondo periodo napoletano. Esempi di opere ascrivibili a questo periodo sono una Susanna e i vecchioni, oggi a Brno, e una Madonna e Bambino con rosario, conservata all'Escorial. L'ultima lettera al suo mentore che noi conosciamo è del 1650 e testimonia come l'artista fosse ancora in piena attività.
Fino al 2005 si credeva che Artemisia fosse morta tra il 1652 e il 1653, ma recenti testimonianze mostrano che accettò ancora delle commissioni nel 1654, sebbene allora dipendesse molto dall'aiuto del suo assistente Onofrio Palumbo. Si presume oggi che sia morta durante la devastante peste del 1656 che colpì Napoli, spazzando via un'intera generazione di grandi artisti. Fu seppellita presso la chiesa di San Giovanni Battista dei Fiorentini di Napoli, sotto una lapide che recitava due semplici parole: «Heic Artemisia». Attualmente questa lapide, così come il sepolcro dell'artista, risulta perduta in seguito alla ricollocazione dell'edificio. Sinceramente pianta dalle due figlie superstiti e da pochi intimi amici, i detrattori non persero invece occasione per colpirla con lo scherno. Tristemente noto è l'epitaffio in forma di "sonetto" (in realtà due quartine a rime chiuse) steso da Giovan Francesco Loredano e Pietro Michiele, che recita così:
(Giovan Francesco Loredano, Pietro Michele)

## Fortuna critica

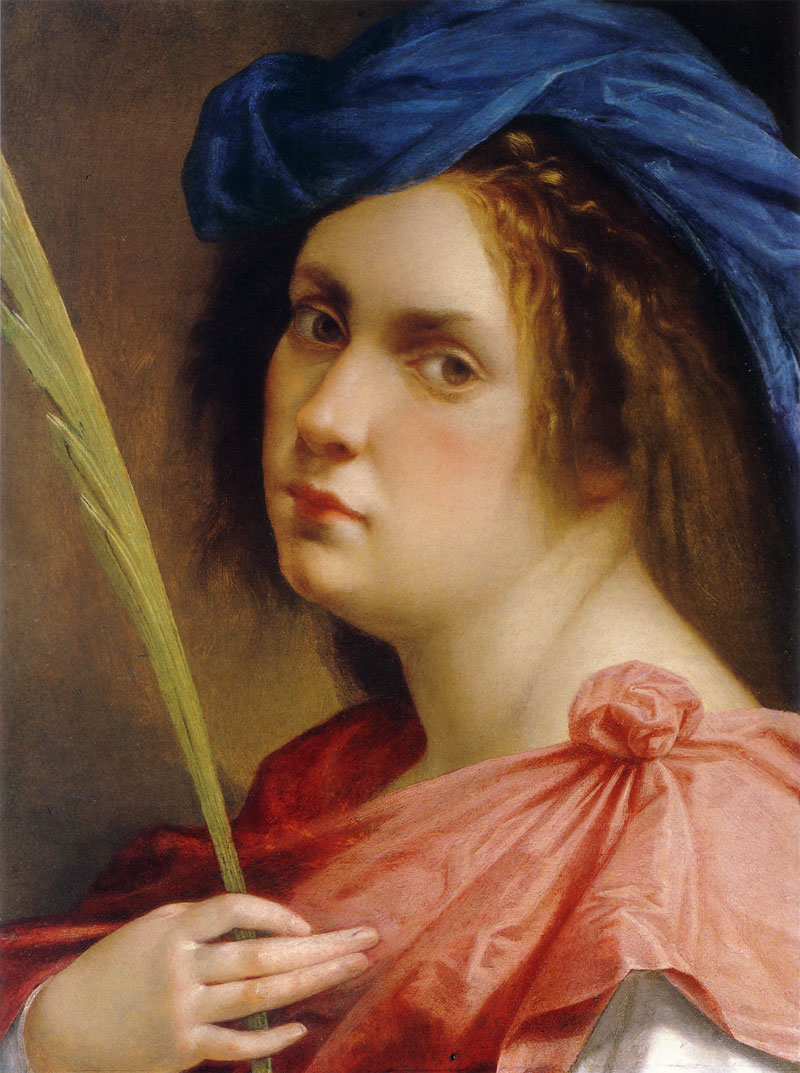
Artemisia Gentileschi
Autoritratto come martire (circa 1615)
collezione privata, New York.

Molti critici hanno fornito una lettura dell'opera della Gentileschi in chiave «femminista». Il percorso biografico della pittrice si è dipanato infatti in una società dove la donna rivestiva un ruolo subalterno, e quindi miseramente perdente: nel Seicento, dopotutto, la pittura era considerata una pratica esclusivamente maschile, e la stessa Artemisia, in virtù del suo sesso, dovette fronteggiare un numero impressionante di ostacoli e impedimenti. Basti pensare che, essendo una donna, la Gentileschi era impossibilitata dal padre a interrogare il ricchissimo patrimonio artistico romano e fu costretta a rimanere tra le mura domestiche e, anzi, le veniva spesso rimproverato di non dedicarsi alle attività domestiche, attese dalla quasi totalità delle ragazze del tempo. Nonostante ciò, Gentileschi diede brillantemente prova della sua indole fiera e risoluta e seppe far fruttare il proprio versatile talento, riscuotendo in breve tempo un successo immediato e di altissimo prestigio. Questi «successi e riconoscimenti» osservano, infine, i critici Giorgio Cricco e Francesco Di Teodoro «proprio in quanto donna, le costarono molta più fatica di quanta ne sarebbe stata necessaria a un pittore maschio».
L'iniziale fortuna critica della Gentileschi fu fortemente allacciata anche alle vicende umane della pittrice, vittima - com'è tristemente noto - di un efferato stupro perpetrato da Agostino Tassi nel 1611. Questo fu indubbiamente un evento che lasciò un'impronta profonda nella vita e nell'arte della Gentileschi, la quale - animata da vergognosi rimorsi e da una profonda quanto ossessiva inquietudine creativa - arrivò a trasporre sulla tela le conseguenze psicologiche della violenza subita. Molto spesso, infatti, la pittrice si rivolse all'edificante tema delle eroine bibliche, quali Giuditta, Giaele, Betsabea o Ester, che - incuranti del pericolo e animate da un desiderio turbato e vendicativo - trionfano sul crudele nemico e, in un certo senso, affermano il proprio diritto all'interno della società. In questo modo Artemisia Gentileschi è divenuta già poco dopo la morte una sorta di femminista ante litteram, perennemente in guerra con l'altro sesso e capace di incarnare sublimemente il desiderio delle donne di affermarsi nella società.
Questa lettura «a senso unico» della pittrice, tuttavia, è stata foriera di pericolose ambiguità. Molti critici e biografi, intrigati dall'episodio dello stupro, hanno infatti anteposto le vicende umane della Gentileschi ai suoi effettivi meriti professionali, interpretando dunque la sua intera produzione pittorica esclusivamente in relazione al «fattore causale» del trauma subito in occasione della violenza sessuale. Gli stessi storici contemporanei della pittrice misero disonorevolmente in ombra la sua carriera artistica e preferirono interessarsi piuttosto alle implicazioni biografiche che ne segnarono tragicamente l'esistenza. Il nome della Gentileschi, ad esempio, non compare nelle opere di Mancini, Scannelli, Bellori, Passeri e di altri illustri biografi del XVII secolo. Analogamente, nelle Vite del Baglioni, nella Teutsche Academie di Joachim von Sandrart e nelle Vite de' pittori, scultori ed architetti napoletani di Bernardo De Dominici se ne fanno solo alcuni fugaci cenni, rispettivamente in calce alla vita del padre Orazio, in un brevissimo paragrafo e in calce alla biografia dedicata a Massimo Stanzione. Se, tuttavia, il Baglioni e il Sandrart non mostrarono né interessamento né simpatia per la Gentileschi, De Dominici ne parlò molto entusiasticamente e Filippo Baldinucci arrivò persino a dedicare numerose pagine ad Artemisia «valente pittrice quanto mai altra femina», cui rivolse addirittura più attenzione rispetto al padre Orazio, anche se la sua indagine coprì esclusivamente il periodo fiorentino. Un simile distacco si avverte anche nella storiografia settecentesca: i trattati di Horace Walpole (1762) e del De Morrone (1812) sono molto avari di notizie, e si limitano a riproporre abbastanza sterilmente le notizie riportate dal Baldinucci.
Per una donna all'inizio del XVII secolo dedicarsi alla pittura, come fece Artemisia, rappresentava una scelta non comune e difficile, ma non eccezionale. Prima di Artemisia, tra la fine del Cinquecento e l'inizio del Seicento, altre donne pittrici esercitarono, anche con buon successo, la loro attività. Possono essere menzionate Sofonisba Anguissola, che fu chiamata in Spagna da Filippo II; Lavinia Fontana, che si recò a Roma su invito di papa Clemente VIII; Fede Galizia, la quale dipinse, tra l'altro, magnifiche nature morte e una Giuditta con la testa di Oloferne; Lucrina Fetti, che seguì il fratello Domenico nella città dei Gonzaga. Altre pittrici, più o meno note, intrapresero la loro carriera quando Artemisia era in vita. Se si valutano i loro meriti artistici, il giudizio liquidatorio di Longhi a favore di Artemisia come «l'unica donna in Italia che abbia mai saputo che cosa sia pittura […]» appare alquanto ingeneroso.
Per secoli, dunque, la pittora è stata poco conosciuta e, anzi, sembrava quasi condannata all'oblio, tanto da non essere menzionata neppure nei libri di storia dell'arte. Il culto di Artemisia Gentileschi si ravvivò solo nel 1916, anno in cui fu pubblicato il pionieristico articolo di Roberto Longhi denominato Gentileschi padre e figlia. La volontà del Longhi era quella di emancipare la pittrice dai pregiudizi sessisti che la opprimevano e di riportare all'attenzione della critica la sua statura artistica nell'ambito dei caravaggeschi della prima metà del XVII secolo. Longhi diede in tal senso un contributo fondamentale perché, spazzando via la nebbia dei preconcetti sorti attorno alla figura della pittrice, fu il primo a non esaminare la Gentileschi in quanto donna, bensì come artista, considerandola al pari di diversi suoi colleghi uomini, primo fra tutti il padre Orazio. Il giudizio del Longhi è molto perentorio e lusinghiero, e ribadisce senza mezzi termini l'eccezionalità artistica della Gentileschi:
L'analisi del dipinto sottolinea cosa significhi saperne «di pittura, e di colore e di impasto»: sono evocati i colori squillanti della tavolozza di Artemisia, le luminescenze seriche delle vesti (con quel suo giallo inconfondibile), l'attenzione perfezionistica per la realtà dei gioielli e delle armi. La lettura data dal Longhi costituì una significativa battuta d'arresto per la lettura in chiave «femminista» della figura di Artemisia. la Gentileschi, infatti, continuò a essere ritenuta un «paradigma della sofferenza, dell'affermazione e dell'indipendenza della donna» (Agnati) e, ormai divenuta una vera e propria icona di culto, nel corso del Novecento, prestò il suo nome ad associazioni, cooperazioni (celebre il caso dell'albergo berlinese che accettava soltanto clientela femminile) e persino a un asteroide e a un cratere venusiano.
Furono molti, tuttavia, i critici novecenteschi che smisero di «usare anacronisticamente [il suo nome] per avanzare rivendicazioni infarcite di retorica femminista» e a valorizzarne gli effettivi meriti professionali e pittorici, senza necessariamente ritenerla semplicisticamente la reduce di una violenza che ne ha ispirato il lavoro. La grande rivalutazione artistica della Gentileschi, se ha preso le mosse dal saggio del Longhi, è stata infatti cementata con le varie ricerche svolte da studiosi come Richard Ward Bissell, Riccardo Lattuada e Gianni Papi, i quali hanno smesso di sottoporre la pittora continuamente alla replica dello stupro e le hanno ampiamente riconosciuti i meriti pittorici. Speciale menzione merita il contributo di Mary D. Garrard, autrice del saggio Artemisia Gentileschi: The Image of the Female Hero in Italian Baroque Art, in cui il peso delle vicende biografiche di Gentileschi è sapientemente calibrato da un'attenta disamina della sua produzione artistica. Eloquenti sono state anche le parole di Judith Walker Mann, studiosa che pure ha contribuito a spostare l'attenzione dall'esperienza biografica di Gentileschi a quella più strettamente artistica:
(Judith Walker Mann)

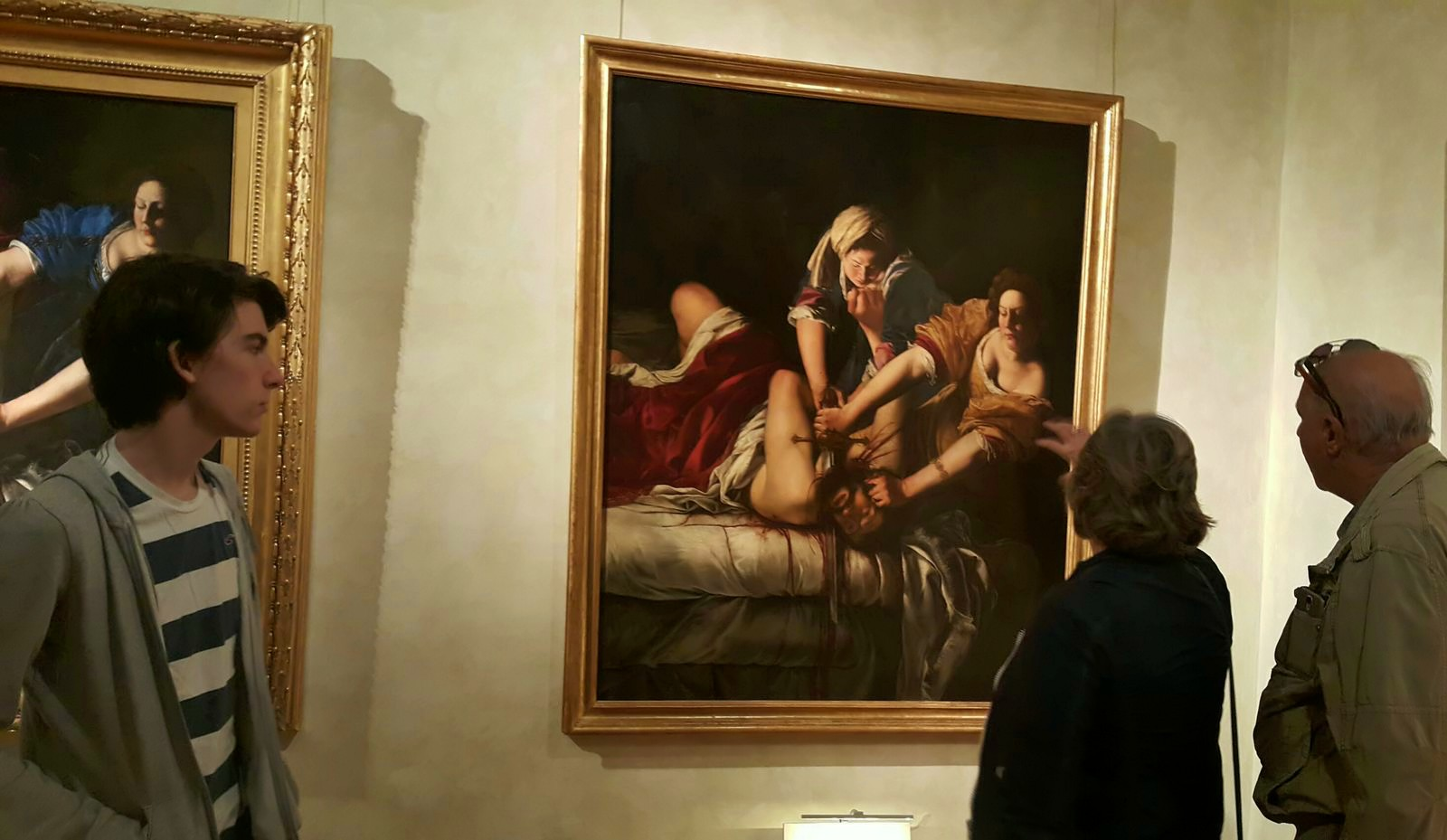
Un gruppo di persone davanti all'opera Giuditta che decapita Oloferne degli Uffizi. A sinistra si scorge anche la redazione di Capodimonte.

Significative sono state anche le esposizioni che la hanno vista protagonista, come quelle di Firenze degli anni 1970 e del 1991 e quella al County Museum di Los Angeles del 1976 (Women Artists 1550-1950) e, più recentemente, Artemisia Gentileschi e il suo tempo nel 2017 a palazzo Braschi, a Roma. Per dirla con le parole di Almansi, «un pittore di talento come la Gentileschi non può limitarsi a un messaggio ideologico», come spesso imprudentemente accade in quanti la ritengono esclusivamente «la grande pittrice della guerra tra i sessi» (le parole precedenti sono di Germaine Greer, una delle più autorevoli voci del femminismo internazionale del XX secolo). La critica più recente, a partire dalla ricostruzione dell'intero catalogo di Artemisia Gentileschi, concorda nel ritenere che il suo vissuto esistenziale, se da una parte è necessario per averne corretta fruizione dell'opera, dall'altra non consente assolutamente di averne una visione esaustiva. Ha altresì inteso dare una lettura meno riduttiva della carriera di Artemisia, collocandola nel contesto dei diversi ambienti artistici che la pittrice frequentò, e restituendo la figura di un'artista che lottò con determinazione, utilizzando le armi della propria personalità e delle proprie qualità artistiche contro i pregiudizi che si esprimevano nei confronti delle donne pittrici; riuscendo a inserirsi produttivamente nella cerchia dei pittori più reputati del suo tempo, affrontando una gamma di generi pittorici che dovette esser assai più ampia e variegata di quanto ci dicano oggi le tele a lei attribuite.